# Порто-Черезіо
Порто-Черезіо (італ. Porto Ceresio) — муніципалітет в Італії, у регіоні Ломбардія,  провінція Варезе.
Порто-Черезіо розташоване на відстані близько 530 км на північний захід від Рима, 55 км на північний захід від Мілана, 11 км на північний схід від Варезе.
Населення — 3004 особи (2014).

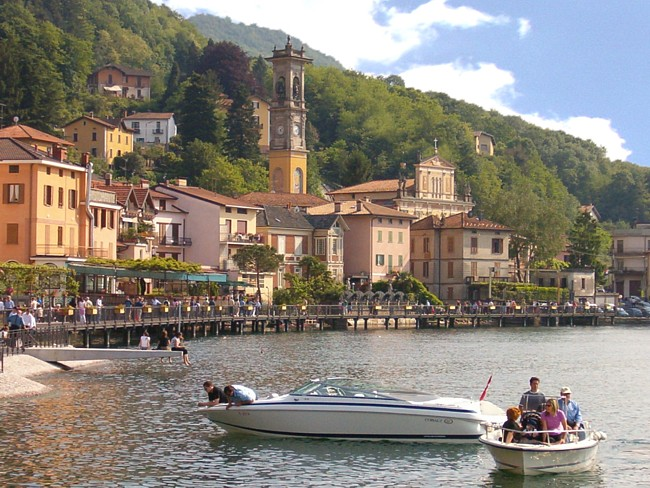

Щорічний фестиваль відбувається 7 грудня. Покровитель — Sant'Ambrogio.

## Демографія
Населення за роками:

Станом на 1 січня 2023 року в муніципалітеті офіційно проживало 237 іноземців з 47 країн, серед них 68 громадян країн Євросоюзу та 19 громадян України.

## Сусідні муніципалітети
- Безано
- Брузімп'яно
- Брузіно-Арсіціо
- Куассо-аль-Монте
- Мериде
- Моркоте